# Otto Sternberg (Handballtrainer)
Otto Sternberg (* 1952) ist ein deutscher Handballtrainer.

## Werdegang
Sternberg spielte Handball beim TuS Jahn Hollenstedt; die höchste Spielklasse, in der der Rückraumspieler antrat, war die Verbandsliga. Er brachte sich ab dem 18. Lebensjahr als Obmann und Leiter der Vereinszeitung in die Hollenstedter Funktionärsarbeit ein. Er wurde des Weiteren Trainer, betreute Hollenstedter Mannschaften sowie in Niedersachsen Kreis-, Bezirks- und Landesauswahlen.
1989 stiegen die Frauen des Hamburger Vereins TuS Alstertal unter Sternbergs Leitung in die Bundesliga auf. Im Anschluss betreute er Alstertal auch in der höchsten deutschen Spielklasse. Die Saison 1989/90 endete allerdings mit dem Bundesliga-Abstieg, damit ging Sternbergs Amtszeit bei den Hamburgerinnen zu Ende.
Für den Deutschen Handballbund betreute der hauptberuflich als Haupt- und Realschullehrer für Sport, Mathematik und Chemie tätige Sternberg als Nationaltrainer die B- und A-Jugend sowie die Juniorinnen. Im März 1988 war er nach dem Rücktritt von Ekke Hoffmann Anwärter auf das Amt des Damen-Nationaltrainers. Er übernahm 1988 nur für zwei Länderspiele die Betreuung der Auswahl, die feste Ausübung des Amtes lehnte Sternberg aus beruflichen und familiären Gründen ab, wurde aber im November 1992 Assistenztrainer der Nationalmannschaft, war als solcher am Erringen des Weltmeistertitels 1993 beteiligt und trug zum Gewinn der Silbermedaille bei der Europameisterschaft 1994 bei.
1994 wurde Sternberg Trainer des Frauen-Zweitligisten VfL Oldesloe. Er führte den VfL in der Saison 1994/95 in der Zweitliga-Nordstaffel auf den dritten Tabellenplatz. Im Sommer 1995 trat er das Traineramt beim Frauen-Bundesligisten Buxtehuder SV (BSV) an, nachdem er dieses vorläufig bereits im Juni 1992 ausgeübt hatte. Das Spieljahr 1995/96 schloss der BSV unter Sternbergs Leitung als Sechster und das Spieljahr 1996/97 als Siebter ab. Anschließend kam es zur Trennung. Im Oktober 1997 wurde er Trainer des mehrmaligen deutschen Meisters TuS Walle Bremen in dessen letzter Saison vor dem Bundesliga-Rückzug, gab das Amt aber noch vor dem Saisonende wieder ab.
Bis 2000 war Sternberg Trainer der Frauen des VfL Horneburg, in seiner letzten Saison hatte er den VfL zur Vizemeisterschaft in der Oberliga Nordsee und somit zum Regionalliga-Aufstieg geführt. Hernach war er ab April 2001 Trainer der Oberliga-Frauen des MTV Ashausen-Gehrden und später wieder als Trainer in Hollenstedt tätig.